# Logan (lider irochez)
Logan Oratorul (c. 1723–1780) a fost un orator și comandant militar Cayuga născut într-una dintre cele șase națiuni ale Confederației Iroquois . După mutarea sa în anii 1760 în Ohio Country, a format legături cu Mingo, un trib format din Seneca, Cayuga, Lenape și alte populații indigene. A căutat răzbunare pentru membrii familiei uciși de coloniști din Virginia în 1774 în ceea ce a rămas cunoscut sub numele de Masacrul din Yellow Creek. Acțiunile sale împotriva coloniștilor de la graniță au contribuit la declanșarea Războiului lui Dunmore mai târziu în acel an.